# Квинтодечимо
Квинтодечимо (итал. Quintodecimo) насеље је у Италији у округу Асколи Пичено, региону Марке.
Према процени из 2011. у насељу је живело 120 становника. Насеље се налази на надморској висини од 431 м.